# Agència Europea de Seguretat Aèria
L'Agència Europea de Seguretat Aèria (AESA) és una agència de la Unió Europea (UE) que té responsabilitats en l'àmbit de la seguretat de l'aviació civil. Actualment Patrick Ky n'és el director executiu.

## Història
Va ser creada el 7 de setembre de 2002 pel Parlament Europeu i ratificada pel Consell de la Unió Europea el 15 de juliol del mateix any. Operativa des del 28 de setembre de 2003, es fixà la seva seu a la ciutat alemanya de Colònia. Arribarà a la plena funcionalitat l'any 2008, un cop hagi rebut les funcions de les Autoritats Conjuntes d'Aviació (JAA).

## Funcions
L'AESA té per missió:
- Establir i mantenir un nivell uniforme i elevat de seguretat de l'aviació civil i la protecció ambiental de l'aire;
- Facilitar la lliure circulació de mercaderies, persones i serveis;
- Promoure l'eficiència dels costos en la reglamentació i processos de certificació;
- Ajudar els Estats membres a completar, sobre una base comuna, les obligacions que els incumbeixen en virtut de l'Organització d'Aviació Civil Internacional;
- Promoure, a nivell mundial, la defensa dels punts de vista sobre les normes de seguretat en l'aviació civil.

L'agència desenvolupa coneixements especialitzats en tots els assumptes relacionats amb la seguretat de l'aviació civil, amb la finalitat d'ajudar a les institucions de la UE a preparar la legislació i les mesures d'execució relatives a la vigilància de la seguretat dels productes aeronàutics, les organitzacions i els individus que participen en el seu funcionament i qualsevol altre àmbit.

## Membres
Formada per tots els Estats membres de la Unió Europea, aquests formen el Consell d'Administració de l'Agència, el qual nomena al seu torn el Director Executiu. També en formen part, sense dret a vot, els estats de l'Associació Europea de Lliure Comerç. Aquest és l'encarregat de vetllar per la correcta aplicació dels reglaments i mesures d'execució adoptades per la Comissió Europea.